# Lago di Ogliastro
Il lago di Ogliastro è un bacino artificiale della Sicilia.
Il lago Ogliastro si trova al confine tra la provincia di Enna e quella di Catania, e si estende nel territorio tra i comuni di Aidone (prevalentemente) e Ramacca.

## Storia

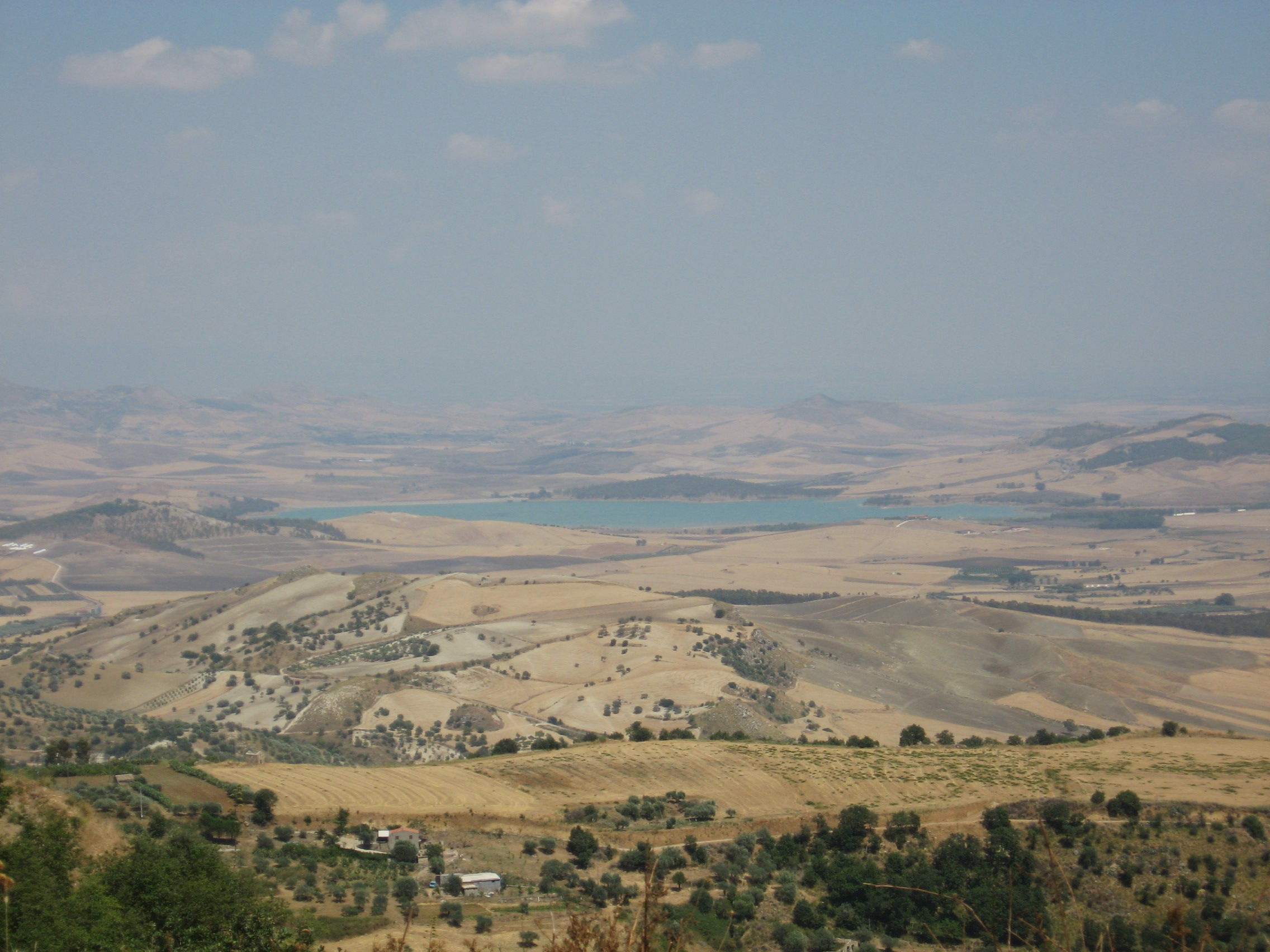
Il lago visto da Aidone

Il lago è stato formato, a scopo irriguo e come riserva idrica, mediante la costruzione di una diga in terra battuta sul fiume Gornalunga lunga 830 m e che nel punto più alto misura 53,6 m. Il nucleo impermeabile della diga è realizzato in materiale limo-sabbioso di origine alluvionale ed è ancorato allo strato argilloso di base. Il progetto è stato realizzato grazie ai finanziamenti erogati dalla Cassa del Mezzogiorno tra il 1963 e il 1972. La diga venne chiamata Luigi Sturzo in onore del grande statista siciliano.
Su una stele sul bordo del lago è applicato un grande pannello in maiolica policroma (cm 210 x 530) con applicazioni a rilievo, realizzato dallo scultore ceramista Andrea Parini nel 1974 ed intitolato "Mosè salvato dalle acque". Il pannello è composto di tre parti rappresentanti, da sinistra a destra, la terra incolta dell'era primitiva; al centro un bimbo (Mosè) entro una cesta galleggiante sull'acqua; a destra, ben ordinati e appoggiati su riquadri geometrici, i frutti della terra coltivata ed irrigata.
Un provvedimento dell'Unione Europea ha dichiarato l'invaso "Ogliastro-Don Sturzo " Sito di interesse Comunitario (S.I.C.).

## Flora e fauna
Il paesaggio è quello tipico dell'area calatina, con rilievi collinari coltivati a cereali.
Nella parte a monte dell'invaso la vegetazione è dominata da salici e tamerici, inframmezzati da agrumeti. Una collina su cui si appoggia la diga è coperta da un bosco di eucaliptus.
Con il passare del tempo, il lago ha attivato un processo di successione ecologica di grande interesse naturalistico. Oggi è meta di molte specie ornitiche stanziali e migratorie.